# Răsărit

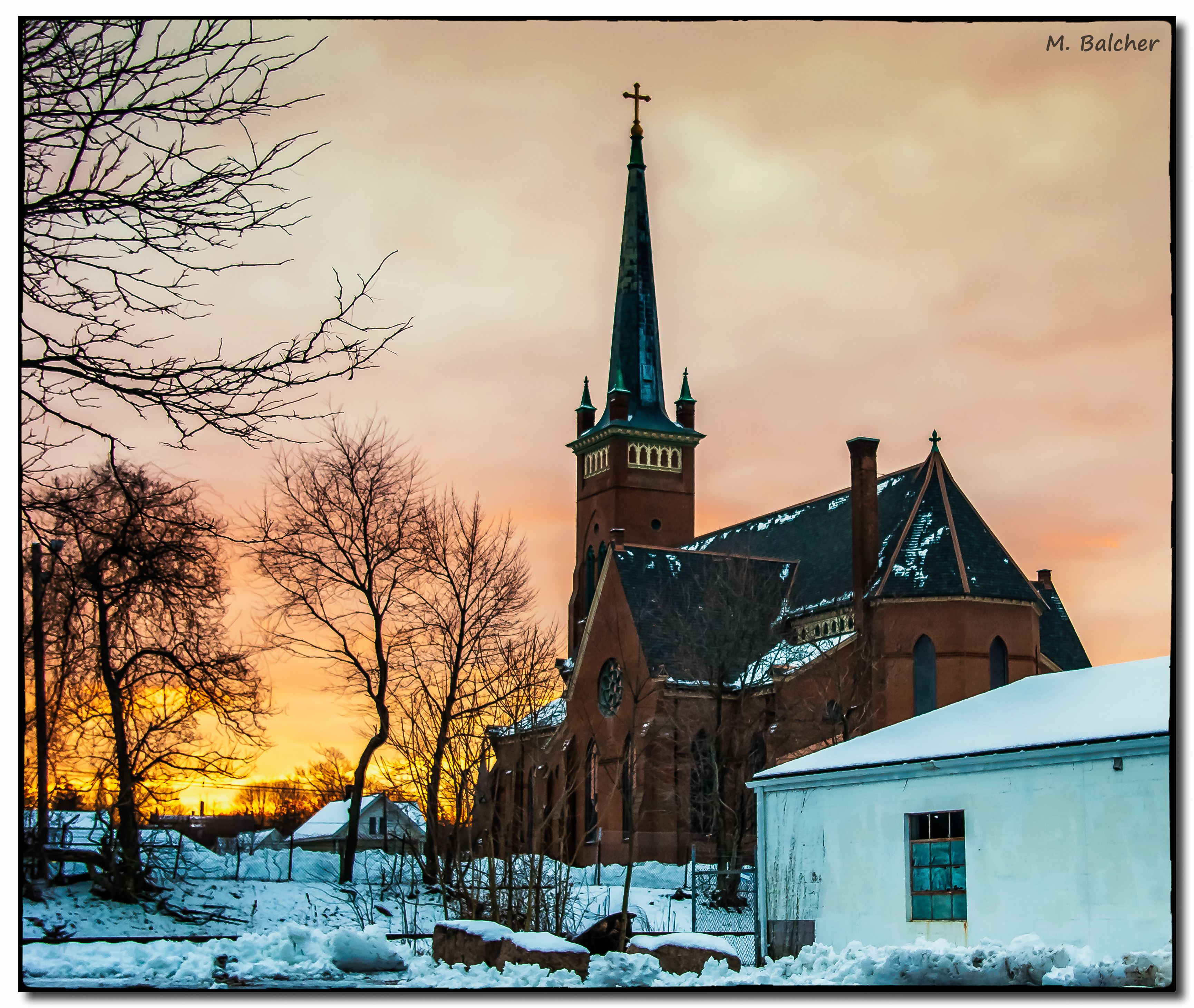
Biserica Sfânta Treime la răsăritul soarelui, Wallingford

Răsăritul este momentul dimineții timpurii între apariția unei margini a Soarelui deasupra orizontului, la est, până la apariția completă a discului acestuia deasupra orizontului. Răsăritul nu trebuie confundat cu momentele dimineții timpurii premergătoare acestuia, care se numesc auroră și crepusculul de dimineață, în decursul cărora lumina începe să apară.
Întrucât refracția luminii face ca discul Soarelui să fie vizibil înaintea prezenței sale efective la orizont, din punct de vedere optic atât răsăritul cât și apusul sunt iluzii optice. Iluziile optice ale soarelui sunt foarte similare cu cele generată de lună. 